# Game Gallery
De Game Gallery is een attractie in attractiepark de Efteling die werd geopend in 1981. De Game Gallery bestaat uit twee delen met daarin meerdere spellen waar bezoekers (tegen extra betaling) kunnen spelen, waarbij ze prijzen kunnen winnen. De te winnen prijzen verschillen per spel. Vaak zijn het grote knuffelbeesten of ander speelgoed.
In 2015 heeft de Game Gallery een grootschalige verbouwing gehad waarbij alle spellen en de complete galerij gethematiseerd zijn en waarbij het muntensysteem is afgeschaft. Ook is een snoepwinkeltje geopend, genaamd 'De Verleiding'.

## Geschiedenis

### Oude Game Gallery
De Game Gallery van 1981 tot 2015 telde dertien spellen. Bij sommige spellen kreeg je, afhankelijk van je aantal punten, munten die je bij de kassa in kon wisselen voor een prijs. De Game Gallery werd grotendeels ontworpen door Henny Knoet, maar ook Ton van de Ven, Marieke van Doorn en Sander de Bruijn leverden hun bijdrage.
In 2009 werd een eerste spel naar ontwerp van Sander de Bruijn uitvoerig gethematiseerd: Ringeling werd Dansende Dienbladen. Vroeg in 2013 werd het spel echter alweer gesloten waarna de toonbank gebruikt werd voor verkoop van gepersonaliseerde armbandjes.

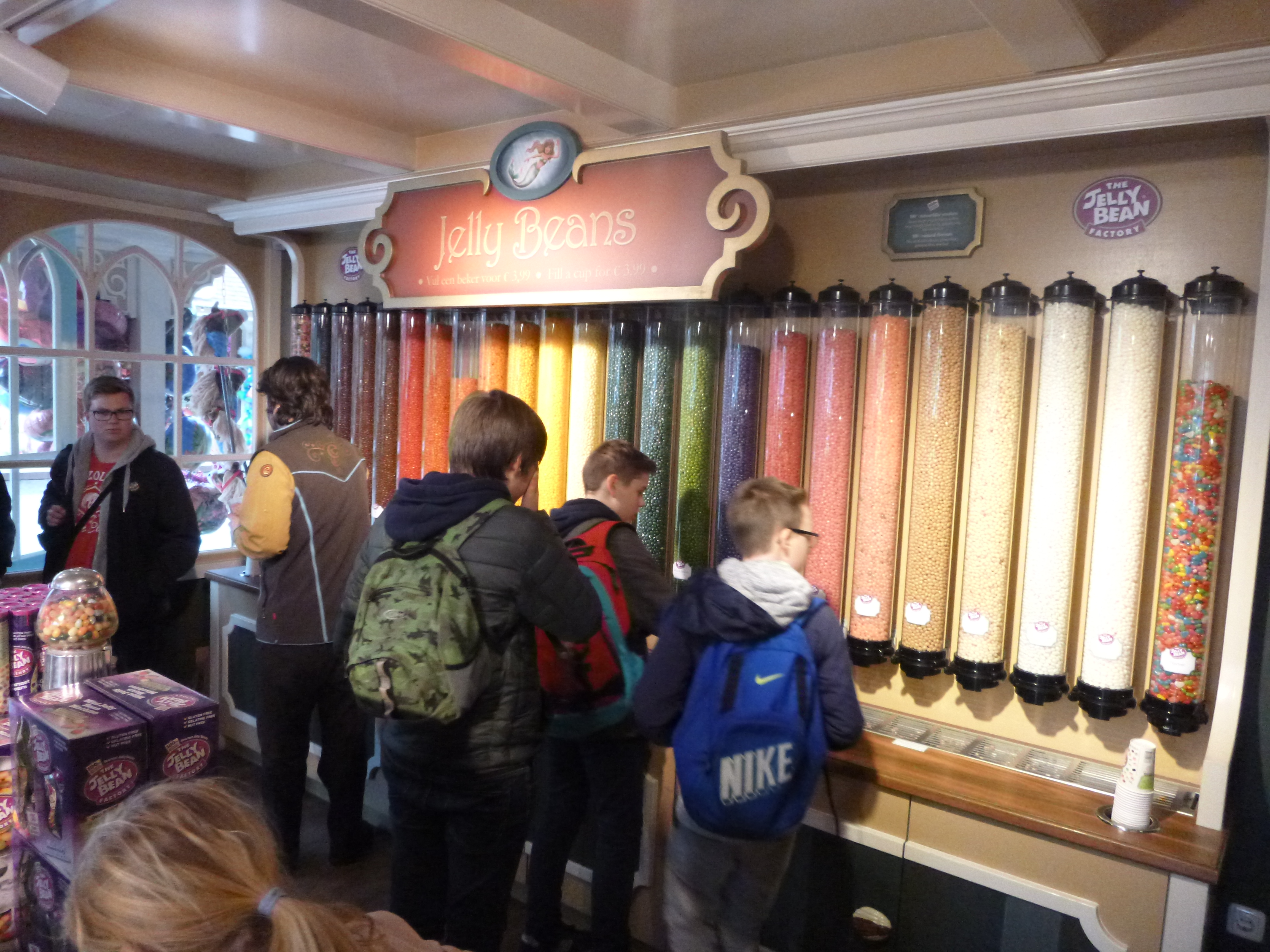
Snoepwinkeltje Verleiding

#### Muziek
De Game Gallery heeft tegenwoordig eigen muziek bestaande uit allerlei (kinder)liedjes die iets met zeevaart te maken hebben. In totaal duurt de tune een half uur en de volgende nummers zijn te horen:
- De Vissers Van San Juan (Frank en Mirella)
- Ketelbinkie (De Havenzangers)
- Schipper Mag Ik Overvaren?
- I Wanna Go Home (Johnny Cash)
- Rock Your Baby (George McCrae)
- In The Navy (Village People)
- Sittin' On The Dock Of The Bay (Otis Redding)
- Daar In Dat Kleine Café Aan De Haven (Vader Abraham)
- Zie Ginds Komt De Stoomboot
- Berend Botje Ging Uit Varen
- Zeg Ken Jij De Mosselman
- Varen Varen Over De Baren
- Vissen (Leen Jongewaard & Piet Römer)
- Dat Zijn Onze Jantjes
- Daar Was Laatst Een Meisje Loos
- The Love Boat
- Daar Bij De Waterkant (De Havenzangers)
- Meisje, ik ben een zeeman (New Four)
- What Shall We Do With The Drunken Sailor
- Al Die Willen Te Kaep'ren Vaeren
- Yellow Submarine (The Beatles)
- My Bonnie Lies Over The Ocean (The Beatles)

## Huidige spellen
| Nr. | Naam           | Geopend | Doel spel                           | Tarief                            | Extra informatie                                                         |
| --- | -------------- | ------- | ----------------------------------- | --------------------------------- | ------------------------------------------------------------------------ |
| 1   | Zeeslag        | 2015    | Je scheepje als eerste aan overkant | € 3 per spel, € 5 voor drie       | Dit is een variant op de Kamelenrace die vaak op Kermissen is te vinden. |
| 2   | Woelige Baren  | 2015    | Hengelen naar onbekende prijs       | €5                                | Van 2003 t.e.m. 2015 bekend als Tasje Hengelen                           |
| 3   | Land in Zicht  | 2015    | Ballengooien                        | €6                                | Van 2004 t.e.m. 2015 bekend als De Knuppel in het Hoenderhok             |
| 4   | Schipbreuk     | 2015    | Servies kapotgooien                 | € 3 zes ballen, € 5 twaalf ballen | Van 2004 t.e.m. 2015 bekend als De Oliphant in de Porseleinkast          |
| 5   | Goede Vangst   | 2015    | Basketbalspel                       | € 3 drie ballen, € 5 zes ballen   |                                                                          |
| 6   | Recht door Zee | 2015    | Balrolspel                          | € 3 drie ballen, € 5 zes ballen   |                                                                          |
| 7   | Zwaar Geschut  | 2015    | Ballengooien                        | € 2 drie ballen, € 3 zes ballen   |                                                                          |
| 8   | Draaikolk      | 2015    | Vishengelen                         | €3                                | Van 1981 t.e.m. 2015 bekend als Ukkie Dukkie                             |
| 9   | Beet!          | 2015    | Touwtrekken                         | €3                                | Van 1981 t.e.m. 2015 bekend als Touwtje Trekken                          |
| 10  | De Verleiding  | 2015    | Snoepwinkel                         | /                                 | Vanaf januari 2023 is de winkel uitgebreid                               |
| 11  | Muiterij       | 2015    | Schietspel                          | €1                                | Van 1983 t.e.m. 2015 bekend als Piratensloep                             |

## Voormalige spellen
| Naam                            | Van  | Tot  |
| ------------------------------- | ---- | ---- |
| Holle Bolle Ballenttent         | 1981 | 2004 |
| Grijpautomaten                  | 1981 | 1999 |
| Boem Bal                        | 1981 | 2015 |
| Ukkie Dukkie                    | 1981 | 2015 |
| Touwtje Trekken                 | 1981 | 2015 |
| Ringeling                       | 1981 | 1997 |
| Prijzenpot                      | 1981 | 199? |
| Pom Bus                         | 1983 | 2015 |
| Het Dappere Snijdertje          | 1983 | 2003 |
| Muizenmunt                      | 1983 | 199? |
| Roosmatroos                     | 1983 | 1999 |
| Piratensloep                    | 1983 | 1997 |
| Dobberbal                       | 1983 | 2015 |
| Tasje Hengelen                  | 2003 | 2015 |
| De knuppel in het Hoenderhok    | 2004 | 2015 |
| De oliphant in de Porseleinkast | 2004 | 2015 |
| Rol Risk                        | 199? | 2015 |
| Ringeling                       | 1997 | 2009 |
| Dr. John's Dansende Dienbladen  | 2009 | 2013 |
| Prijzenpot                      | 1999 | 2015 |
| Junglespel                      | 1999 | 2015 |
| Piratensloep                    | 1997 | 2015 |
| Plaetjesmakers                  | 2015 | 2023 |

## Game Gallery West
Van 1990 tot 1994 heeft op het Anton Pieckplein een tweede, kleinere Game Gallery gestaan met spellen als Touwtje Trekken en een versie van de Holle Bolle Ballentent in laafstijl, maar ook spellen die niet in de grote Game Gallery te vinden waren. Het bleek niet winstgevend waardoor het in 1994 sloot en in 2003, bij de renovatie van het Anton Pieckplein, verdwenen de kraampjes definitief.